# Martin Nedić
Martin Nedić (Tolisa, 1. travnja 1810. – 26. svibnja 1895.), hrvatski pjesnik, prvi ilirac iz Bosne.
Početne škole učio je u Tolisi kod fra Bone Benića mlađega, gimnaziju u Kraljevoj Sutjesci, filozofsko-teološki studij u Subotici, Szolnoku, Agriji, Đenđešu i Vacu. Još kao student oduševljava se idejama hrvatskog narodnog preporoda koje prihvaća i propagira kroz čitav život. Pisao pjesme povijesnog, komemorativnog, prigodničarskog i svečarskog sadržaja, dopise iz Bosne i s bosanske granice, sastavljao izvještaje o stanju katoličkih škola u Bosni, sabirao i objelodanjivao povijesnu građu i narodno blago. 
Kasnije u životu uz redovničko ime fra Martin je koristio pseudonime, skraćenice i šifre: "Stari Ilir iz Bosne, Brat Ilir iz Bosne, Bošnjak, Ilir iz Bosne, fra Martin Nedić Bošnjačanin, Žalovan, Žalovan od Posavine ravne, Miloje Dobranović, Musa Bosnensis, Posavac Bosanski, Slavoljub, Slavoljub Otačbinović, Vila Bosanska, Đeko od Posavlja, M.N.Tolišanin, Misničina, Bošnjak, O.M.N.".
Mladu misu je proslavio u Vacu 12. rujna 1833. godine, što mu je omogućio misni otac, jedan bogati Židov, koji je podmirio sve troškove oko proslave mlade mise.
U Vacu je ostao još nepune dvije godine i potom se vratio u Bosnu u rujnu 1835. godine.
Njegov boravak među Mađarima presudno je utjecao na formiranje njegovog političkog mišljenja. Već kao student suprotstavlja se mađarskom Slovaku Andriji Dugonjiću koji širi antislavenski duh i sve što je slavensko naziva ciganskim.
Njegov biograf fra Bono Nedić tvrdi da se fra Martin već za studija u Vacu upoznao s Gajevim radom i njegovoj ideji ilirizma ostao vijeran do smrti.
Mađari i mađaroni su ga zbog toga prezirali, a on im je znao reći: "Ja sam za ljubav vašu naučio mađarski, vi sada za ljubav Hrvata učite se ilirski govoriti"
Godine 1940. fra Rastislav Drljić je na Univerzitetu u Beogradu obranio doktorsku disertaciju naslovljenu Prvi ilir Bosne - fra Martin Nedić (1810 - 1895), a 2010. godine Mato Nedić je objavio romansiranu biografiju fra Martina Nedića, naslovljenu Pater Martinus. Od 2010. godine Zaklada Terra Tolis iz Tolise dodjeljuje Književnu nagradu fra Martin Nedić.

## Djela
- Razgovor koga vile ilirkinje imadoše u pramalitje (epska pjesma, 1835.),
- Pokret godine 1848. i 1849. (s Marijanom Šunjićem (1851.),
- Pjesma…Franji Josipu I (1852.),
- Regula et testamentum S.P. S. Francisci (1854.),
- Shematismus almae misionariae provinciae Bosnae Argentinae (1855.),
- Starine bosanske  (u: I. Kuljević Sakcinski: Arhiv za jugoslavensku povijestnicu, knjiga IV (1857.),
- Kitica od devet u raznih zgodah ubranih cvjetova (1875.),
- Ratovanje slovinskoga naroda proti Turcima godine 1875. – 1877. (1881.),
- Pjesma o ulazu cesarove vojske u Bosnu (1881.),
- Život fra Marijana Šunjića (1883.),
- Stanje redodržave Bosne Srebrene (1884.),
- Poraz baša a zavedenje nizama u Bosni (ep, 1844.),
- Razgovor vilah ilirkinjah u pramalitje godine 1841 (djelo objavio u kalendaru Napretka Nikola Žic 1934.),
- Glas redodržave Bosne Srebrene (ep),
- Pjesmotvorni spisi,
- Zapamćenja (rukopisi).

| Prethodnik:                           | Provincijal Bosne Srebrene (1854. – 1857.) | Nasljednik:                       |
| Fra Andrija Kujundžić (1851. – 1854.) | Provincijal Bosne Srebrene (1854. – 1857.) | Fra Filip Pašalić (1854. – 1860.) |